# Fairview, Texas
Fairview är en ort i Collin County i delstaten Texas, USA.